# Nick Kay
Nicholas Colin Kay (Tamworth, 3 de agosto de 1992) é um jogador australiano de basquete profissional que atualmente joga pelo Shimane Susanoo Magic da liga japonesa B. League.
Kay jogou basquete universitário nos Estados Unidos pela Metropolitan State University of Denver de 2011 a 2015. Juntando-se ao compatriota Mitch McCarron, Kay ajudou a liderar os Roadrunners a quatro torneios consecutivos da NCAA e um vice-campeonato nacional em 2013. Ele conquistou a medalha de bronze nos Jogos Olímpicos de Verão de 2020 com a seleção da Austrália.